# Bá Châu, Lang Phường

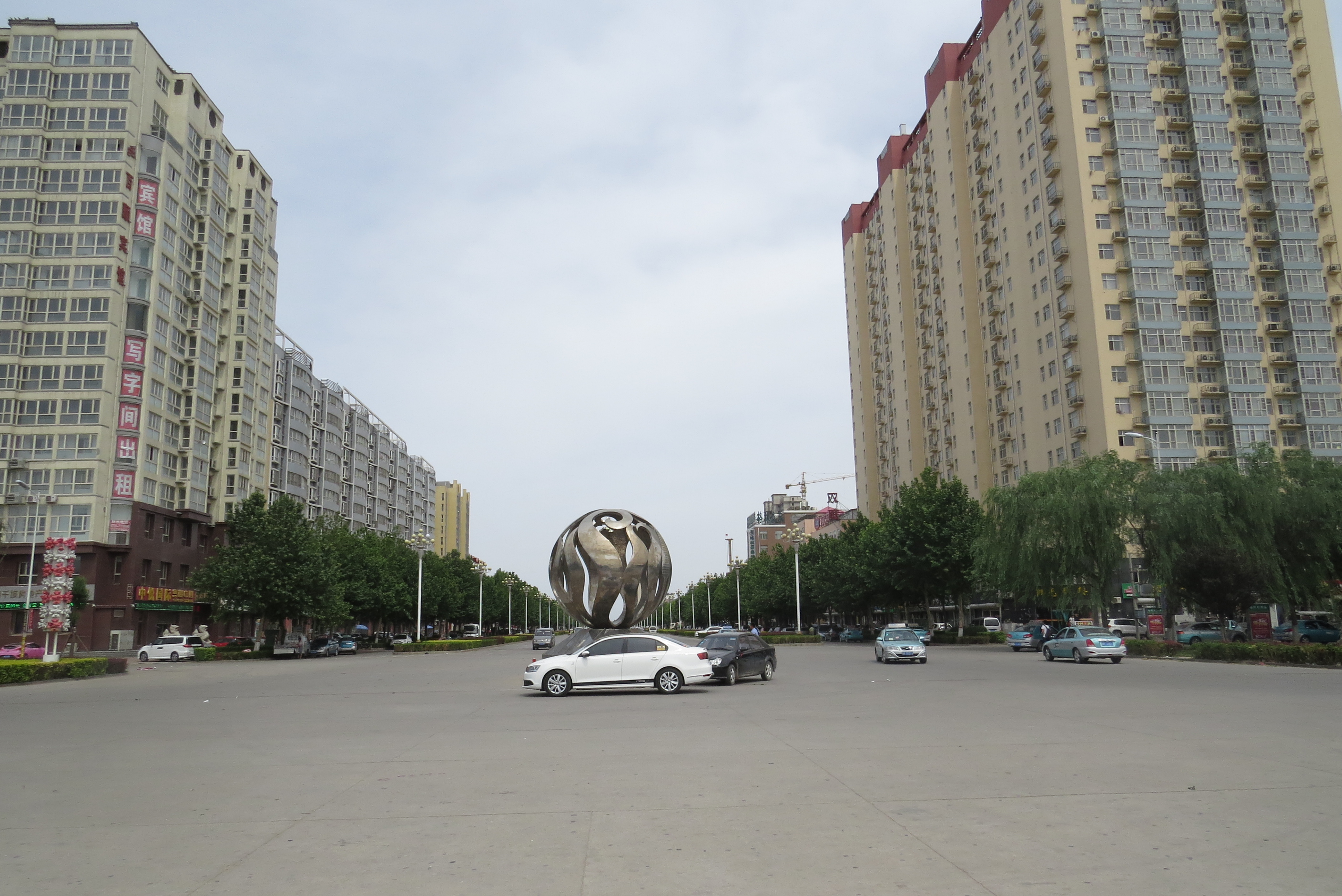
Bá Châu

Bá Châu (chữ Hán giản thể: 霸州市) là một thành phố cấp huyện thuộc địa cấp thị Lang Phường, tỉnh Hà Bắc, Cộng hòa Nhân dân Trung Hoa. Thành phố này có diện tích 784 ki-lô-mét vuông, dân số 560.000 người. Mã số bưu chính là 065700. Về mặt hành chính, thành phố Bá Châu được chia thành 5 trấn, 6 hương.
- Trấn: Nam Mạnh, Tiên Trà Phố, Đường Nhị Lý, Thắng Phương, Tín Gia.
- Hương: Vương Trang Tử, Đông Dương Trang, Đường Tiên Trang, Đông Đoạn, Dương Phân Cảng, Xá Hà Tập.